# Нісей
Нісей — тиран Сіракуз з 350 до 346 року до н. е. Син Діонісія Старшого та Андромахи, сестри Діона. Почав володарювати містом після загибелі брата — тирана Гіппаріна. Не намагався проводити жодних реформ. Лише викачував кошти з міста та п'яничив, розкошував. Внаслідок змови позбавив його влади Діонісій Молодший.